# Ctenodactylus
Ctenodactylus is een geslacht van zoogdieren uit de  familie van de goendi's (Ctenodactylidae).

## Soorten
- Ctenodactylus gundi (Rothmann, 1776) – Noord-Afrikaanse goendi
- Ctenodactylus vali Thomas, 1902 – Woestijngoendi